# Scythris arachnodes
Scythris arachnodes is een vlinder uit de familie dikkopmotten (Scythrididae). De wetenschappelijke naam is voor het eerst geldig gepubliceerd in 1908 door Walsingham.
De soort komt voor in Europa.